# 신민선
신민선(辛敏善, 1939년 12월 15일, 강원도 영월군 ~ )는 대한민국의 전 정치인이자, 종교는 불교다.

## 학력
- 영월중학교 졸업
- 영월공업고등학교 졸업
- 동국대학교 법정대학 경제학과 졸업

## 경력
- 재경 강원도 학우회 최고위원
- 신민당 중앙당 훈련원 특수 훈련부 차장
- 신민당 대통령 선거대책본부 차장
- 신민당 중앙당 정책심의회 조사부장
- 신민당 군당 지부장
- 4.19의거 주체
- 남북 학생 회담 주선
- 시인
- 민권당 강원도
- 영월중학교 동문 회장
- 영월공업고등학교 동문 회장
- 민주화추진협의회 운영위원
- 1985.04 ~ 1988.05 제12대 국회의원 (강원 영월군·평창군·정선군)
- 한국국민당 원내부총무
- 1987 한국국민당 탈당 및 민주정의당 입당
- 한국데이터주식회사 상임고문
- 새정치국민회의 강원도당 영월군·평창군 지구당 위원장

## 수상
- 효자상 수상 (화봉제)

## 역대 선거 결과
|  | 7.86% |

|  | 13.81% |

|  | 22.17% |

|  | 26.10% |

|  | 19.67% |

|  | 6.55% |